# 拉佩尔内勒
拉佩尔内勒（法語：La Pernelle，法語發音：[la pɛʁnɛl]）是法国芒什省的一个市镇，属于瑟堡区。

## 地理
拉佩尔内勒（49°37'11"N, 1°17'55"W）面积7.23 平方千米，位于法国诺曼底大区芒什省，该省份为法国西北部沿海省份，西、北、东北三面环大西洋，东起顺时针与卡爾瓦多斯省、奧恩省、马耶讷省和伊勒-维莱讷省接壤。
与拉佩尔内勒接壤的市镇（或旧市镇、城区）包括：勒维塞勒、安娜维尔昂赛尔、雷维尔、圣瓦拉乌格、特尔泰维尔博卡日、勒瓦。

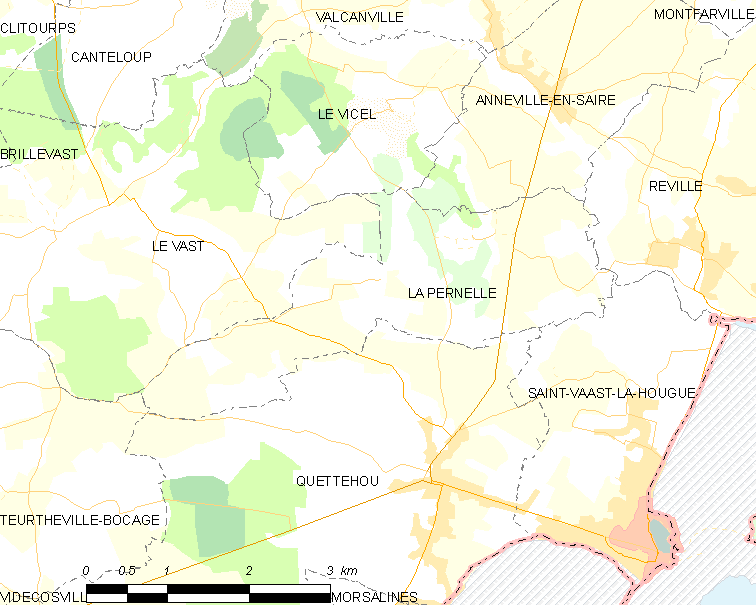
拉佩尔内勒的OSM定位图

拉佩尔内勒的时区为UTC+01:00、UTC+02:00（夏令时）。

## 行政
拉佩尔内勒的邮政编码为50630，INSEE市镇编码为50395。

## 政治
拉佩尔内勒所属的省级选区为赛尔河谷县。

## 人口

1962-2008年间拉佩尔内勒人口变化图示

拉佩尔内勒于2022年1月1日时的人口数量为287人。